# Datenabgleich
Datenabgleich im engen Sinne ist das Vergleichen elektronischer Daten allein zur Erkennung der Unterschiede. Im weiteren Sinne gehört dazu die Angleichung der Datenbestände aneinander. Danach enthält jedes der Speichermedien dieselben aktualisierten Daten. Wichtiges zu solchem Abgleich  steht unter Replikation. 

## Beispiel
Ein bekanntes Beispiel ist der Abgleich von Adressdaten und Terminen zwischen einem Handheld-Rechner (oder auch PDA) und einem (Haupt-)Rechner. Der Abgleich (genauer die Angleichung oder auch Synchronisation) erfolgt dabei meist über eine feste (also drahtgebundene) Verbindung (wie beispielsweise USB) oder drahtlos (beispielsweise über Infrarot, Bluetooth, WLAN usw.). Damit ein derartiger Datenabgleich zwischen zwei Geräten überhaupt möglich ist, müssen sich beide auf ein definiertes Protokoll einigen, d. h., die Art und das Format der Daten muss beiden bekannt sein. In der Praxis wird dafür auch ein sogenanntes Replikationsprogramm verwendet – möglich sind aber auch (Hilfs-)Anwendungen, mit deren Hilfe Daten auch gespiegelt werden können (wie beispielsweise robocopy).

## Anwendung
Der Datenabgleich wird in der Industrie verwendet, um die Verfügbarkeit und Datenintegrität eines Systems zu erhöhen. Beispiele dafür wären Datenspiegelungen zwischen Datenbanken, um im Falle von einem Ausfall eines oder einiger Server den Betrieb weiterhin aufrechtzuerhalten, oder eine Überspielung der Daten alle paar Stunden, wo der technische Aufwand geringer ist. Im zweiten Falle kann man über die Log-Dateien, die ständig überspielt werden und dem letzten überspielten Datenstand auf dem Hauptrechner nach einem Neustart in einiger Zeit den letzten Stand wiederherstellen. Es ist aber so ein sofortiges Umschalten auf einen anderen Rechner nicht mehr möglich.

## Rechtliches
Der Abgleich von personenbezogenen Daten im Rahmen der Sozialgesetzgebung wird im § 52 SGB II geregelt.
Der Datenabgleich wird auch bei der Rasterfahndung eingesetzt.
Beim Compliance Screening werden Daten mit einer Sanktionsliste abgeglichen.

## Belege
… und Anmerkungen:
1. ↑  Datenabgleich – Duden, 2020; dort mit Verweis auf „das Abgleichen 2b“ und zudem „Vergleichen von elektronischen Daten“ und im zugehörigen Eintrag abgleichen, unter Bedeutung 2b „vergleichen, um Abweichungen oder Übereinstimmungen zu erkennen“